# Varmförzinkning

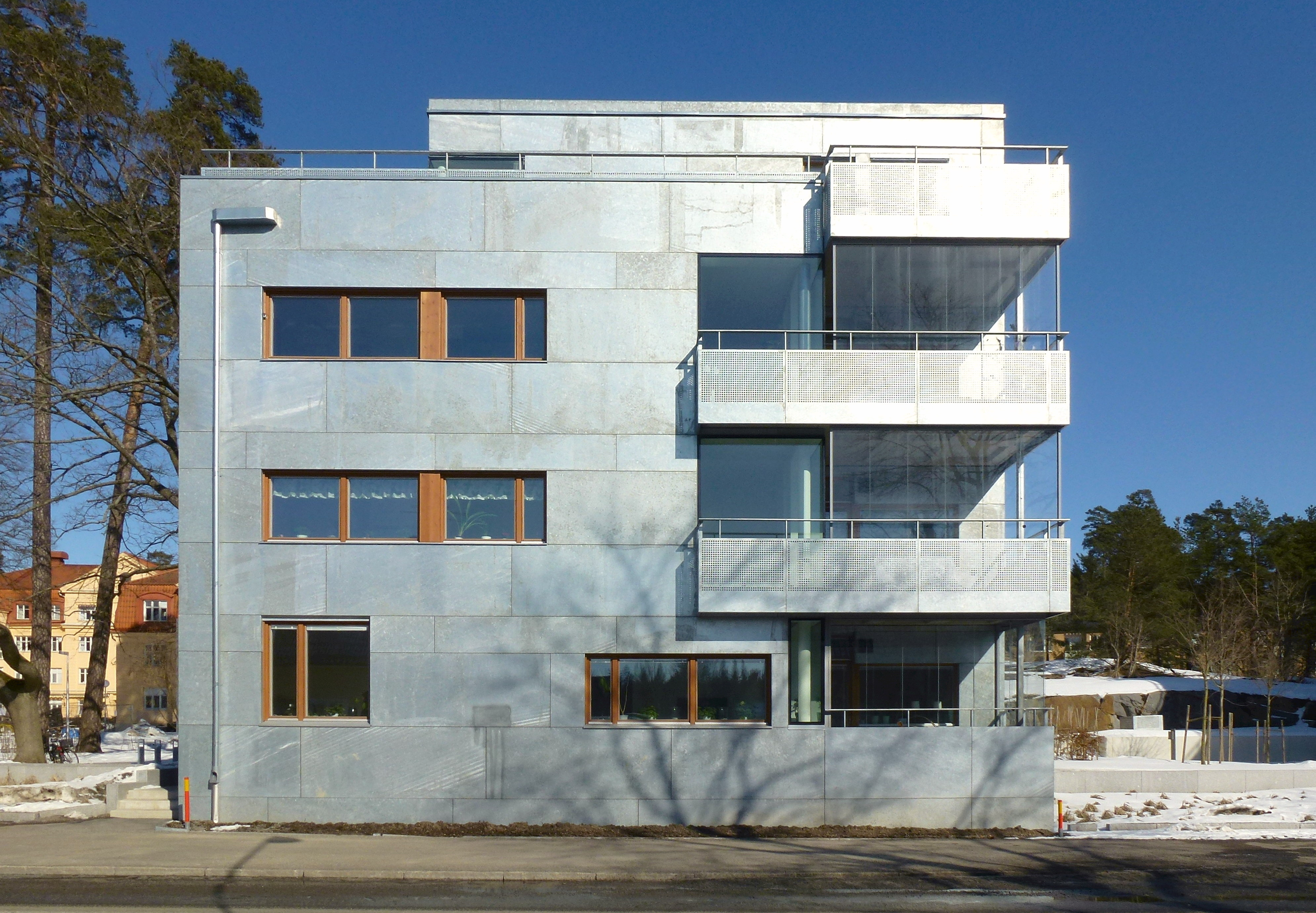
Varmförzinkade fasadplåtar i kvarteret De gamlas vänner.

Varmförzinkning är en ytbehandling av metall som sker genom att denna doppas i flytande 460-gradig zink. Detta ger ett mycket starkt skydd mot korrosion. Varmförzinkning förkortas ofta vfz (fzv för skruvar) och utförs vanligen enligt SS-EN ISO 1461. För varmförzinkning av skruvprodukter gäller SS-EN ISO 10684.